# Liste des monuments historiques de Troyes
Pour La présentation de la plupart de ces monuments, voir Monuments et lieux touristiques de Troyes.
Cet article recense les monuments historiques de Troyes, en France.

## Statistiques
Troyes compte 42 édifices comportant au moins une protection au titre des monuments historiques, soit 10 % des monuments historiques du département de l'Aube. Troyes est ainsi la 75e ville française comptant le plus de monuments historiques.

## Liste
| Monument                                                  | Adresse                                                              | Coordonnées                      | Notice         | Protection        | Date               | Illustration                                              |
| --------------------------------------------------------- | -------------------------------------------------------------------- | -------------------------------- | -------------- | ----------------- | ------------------ | --------------------------------------------------------- |
| Abbaye Saint-Loup                                         | Rue de la Cité                                                       | 48° 18′ 03″ nord, 4° 04′ 49″ est | « PA00078248 » | Inscrit           | 1963 2015          | Abbaye Saint-Loup                                         |
| Abbaye Saint-Martin-ès-Aires                              | Rue Saint-Martin-ès-Aires                                            | 48° 18′ 08″ nord, 4° 05′ 06″ est | « PA00078249 » | Inscrit et classé | 1987 et 1989       | Abbaye Saint-Martin-ès-Aires                              |
| Ancien cimetière de l'église de la Madeleine              | 7 Rue de la Madeleine                                                | 48° 17′ 51″ nord, 4° 04′ 17″ est |                | Inscrit           | 2015               | Ancien cimetière de l'église de la Madeleine              |
| Basilique Saint-Urbain                                    | Place Vernier rue Urbain IV                                          | 48° 17′ 53″ nord, 4° 04′ 36″ est | « PA00078261 » | Classé            | 1840               | Basilique Saint-Urbain                                    |
| Cathédrale Saint-Pierre-et-Saint-Paul                     | Place Saint-Pierre Rue de la Cité                                    | 48° 18′ 01″ nord, 4° 04′ 53″ est | « PA00078250 » | Classé            | 1962               | Cathédrale Saint-Pierre-et-Saint-Paul                     |
| Chambre de commerce                                       | 10, place Audiffred                                                  | 48° 17′ 45″ nord, 4° 04′ 18″ est | « PA00078253 » | Inscrit           | 1930 et 2012       | Chambre de commerce                                       |
| Chapitre                                                  | 1, place Saint-Pierre                                                | 48° 17′ 59″ nord, 4° 04′ 49″ est | « PA00078251 » | Inscrit           | 1984               | Chapitre                                                  |
| Cirque municipal                                          | Boulevard Gambetta                                                   | 48° 18′ 01″ nord, 4° 04′ 31″ est | « PA00078252 » | Inscrit           | 1975               | Cirque municipal                                          |
| Église de la Madeleine église, ancien cimetière           | Rue de la Madeleine                                                  | 48° 17′ 52″ nord, 4° 04′ 17″ est | « PA00078254 » | Classé et inscrit | 1840 et 1926       | Église de la Madeleineéglise, ancien cimetière            |
| Église Notre-Dame des Trévois                             | 87, boulevard Jules-Guesde                                           | 48° 17′ 01″ nord, 4° 05′ 06″ est | « PA10000012 » | Classé            | 2001               | Église Notre-Dame des Trévois                             |
| Église Saint-Jean                                         | Rue Mignard Place du Marché-au-Pain rue Urbain IV rue Molé           | 48° 17′ 48″ nord, 4° 04′ 26″ est | « PA00078255 » | Classé            | 1840               | Église Saint-Jean                                         |
| Église Saint-Martin-ès-Vignes                             | Rue de la Reine-Blanche                                              | 48° 18′ 19″ nord, 4° 03′ 41″ est | « PA00078256 » | Classé            | 1908               | Église Saint-Martin-ès-Vignes                             |
| Église Saint-Nicolas                                      | Boulevard Victor-Hugo                                                | 48° 17′ 38″ nord, 4° 04′ 10″ est | « PA00078257 » | Classé            | 1886               | Église Saint-Nicolas                                      |
| Église Saint-Nizier                                       | Place Saint-                                                         | 48° 18′ 07″ nord, 4° 05′ 01″ est | « PA00078258 » | Classé            | 1840               | Église Saint-Nizier                                       |
| Église Saint-Pantaléon                                    | Rue de Vauluisant                                                    | 48° 17′ 41″ nord, 4° 04′ 19″ est | « PA00078259 » | Classé            | 1862               | Église Saint-Pantaléon                                    |
| Église Saint-Rémy                                         | Place Saint-Rémy Quartier des Halles                                 | 48° 17′ 57″ nord, 4° 04′ 31″ est | « PA00078260 » | Classé            | 1908               | Église Saint-Rémy                                         |
| Grands moulins de Notre-Dame et de la Rave et villa Marot | chaussée de Vouldy                                                   | 48° 17′ 20″ nord, 4° 05′ 31″ est | « PA10000036 » | Inscrit           | 2024               | Grands moulins de Notre-Dame et de la Rave et villa Marot |
| Hospice Saint-Nicolas                                     | 101bis, rue de la Cité                                               | 48° 18′ 05″ nord, 4° 04′ 55″ est | « PA10000008 » | Inscrit           | 1996               | Hospice Saint-Nicolas                                     |
| Hôtel d'Autruy                                            | 104, rue du Général-de-Gaulle                                        | 48° 17′ 53″ nord, 4° 04′ 18″ est | « PA00078263 » | Inscrit           | 1925               | Hôtel d'Autruy                                            |
| Hôtel de Chapelaines                                      | 55, rue de Turenne                                                   | 48° 17′ 37″ nord, 4° 04′ 24″ est | « PA00078264 » | Inscrit           | 1926               | Hôtel de Chapelaines                                      |
| Hôtel de la Croix d'Or                                    | 42, rue de la Monnaie                                                | 48° 17′ 45″ nord, 4° 04′ 15″ est | « PA00078265 » | Inscrit           | 1926               | Hôtel de la Croix d'Or                                    |
| Hôtel Deheurles                                           | 34, rue de la Monnaie                                                | 48° 17′ 44″ nord, 4° 04′ 14″ est | « PA00078281 » | Inscrit           | 1926               | Hôtel Deheurles                                           |
| Hôtel du Lion noir                                        | 111, rue Émile-Zola                                                  | 48° 17′ 44″ nord, 4° 04′ 22″ est | « PA10000013 » | Inscrit           | 2000               | Hôtel du Lion noir                                        |
| Hôtel de Marisy                                           | Angle rue des Quinze-Vingts et rue Charbonnet                        | 48° 17′ 49″ nord, 4° 04′ 18″ est | « PA00078267 » | Classé            | 1862               | Hôtel de Marisy                                           |
| Hôtel de Mauroy                                           | 7, rue de la Trinité                                                 | 48° 17′ 41″ nord, 4° 04′ 24″ est | « PA00078268 » | Classé            | 1962               | Hôtel de Mauroy                                           |
| Hôtel du Petit Louvre                                     | 2, rue de la Montée-Saint-Pierre 1 rue Boucherat Rue Linard-Gonthier | 48° 17′ 57″ nord, 4° 04′ 49″ est | « PA00078269 » | Inscrit           | 1986               | Hôtel du Petit Louvre                                     |
| Hôtel de préfecture de l'Aube                             | Place de la Libération                                               | 48° 17′ 52″ nord, 4° 04′ 42″ est | « PA00078283 » | Inscrit           | 1988               | Hôtel de préfecture de l'Aube                             |
| Hôtel des Ursins                                          | 26, rue Champeaux                                                    | 48° 17′ 48″ nord, 4° 04′ 22″ est | « PA00078270 » | Classé            | 1932               | Hôtel des Ursins                                          |
| Hôtel de Vauluisant                                       | 4, rue Vauluisant                                                    | 48° 17′ 40″ nord, 4° 04′ 18″ est | « PA00078271 » | Classé            | 1904               | Hôtel de Vauluisant                                       |
| Hôtel de ville                                            | Place Alexandre-Israël                                               | 48° 17′ 51″ nord, 4° 04′ 27″ est | « PA00078272 » | Inscrit et classé | 1926, 1930 et 1932 | Hôtel de ville                                            |
| Hôtel-Dieu                                                | 2, rue de la Cité Quai des Comtes-de-Champagne                       | 48° 17′ 57″ nord, 4° 04′ 43″ est | « PA00078266 » | Classé            | 1885 et 1964       | Hôtel-Dieu                                                |
| Kiosque à musique                                         | Rue Jules-Lebocey                                                    | 48° 17′ 55″ nord, 4° 04′ 17″ est | « PA00078273 » | Inscrit           | 1975               | Kiosque à musique                                         |
| Maison                                                    | 2, rue Molé Rue Champeaux                                            | 48° 17′ 48″ nord, 4° 04′ 25″ est | « PA00078277 » | Inscrit           | 1928               | Maison                                                    |
| Maison                                                    | 4, rue Molé Rue Champeaux                                            | 48° 17′ 48″ nord, 4° 04′ 25″ est | « PA00078278 » | Inscrit           | 1928               | Maison                                                    |
| Maison                                                    | 6, rue Molé Rue Champeaux                                            | 48° 17′ 48″ nord, 4° 04′ 25″ est | « PA00078279 » | Inscrit           | 1928               | Maison                                                    |
| Maison                                                    | 8, rue Molé Rue Champeaux                                            | 48° 17′ 48″ nord, 4° 04′ 25″ est | « PA00078280 » | Inscrit           | 1928               | Maison                                                    |
| Maison du Boulanger                                       | Rue Champeaux Rue Paillot-de-Montabert                               | 48° 17′ 48″ nord, 4° 04′ 24″ est | « PA00078274 » | Inscrit           | 1958               | Maison du Boulanger                                       |
| Maison de la congrégation des Sœurs de la Providence      | 21, rue des Terrasses                                                | 48° 17′ 32″ nord, 4° 04′ 43″ est | « PA10000028 » | Inscrit           | 2010               | Maison de la congrégation des Sœurs de la Providence      |
| Maison du Dauphin                                         | 32, rue Kléber 2, rue Célestin-Philbois                              | 48° 18′ 09″ nord, 4° 05′ 00″ est | « PA00135309 » | Inscrit           | 1995               | Maison du Dauphin                                         |
| Maison de l'Élection                                      | 26, rue de la Monnaie                                                | 48° 17′ 45″ nord, 4° 04′ 16″ est | « PA00078275 » | Classé            | 1933               | Maison de l'Élection                                      |
| Maison de l'Orfèvre                                       | 9, rue Champeaux 10, rue Molé                                        | 48° 17′ 48″ nord, 4° 04′ 24″ est | « PA00078276 » | Classé            | 1961               | Maison de l'Orfèvre                                       |
| Monastère de la Visitation                                | 75, avenue Pierre-Brossolette                                        | 48° 17′ 26″ nord, 4° 04′ 39″ est | « PA00078282 » | Inscrit et classé | 1984               | Monastère de la Visitation                                |
| Palais épiscopal                                          | Place Saint-Pierre                                                   | 48° 18′ 01″ nord, 4° 04′ 57″ est | « PA00078262 » | Classé            | 1909               | Palais épiscopal                                          |